# Kosmos 2345
Kosmos 2345, ruski satelit sustava ranog upozorenja o raketnom napadu iz programa Kosmosa. Vrste je Prognoz (Oko S br. 7425).
Lansiran je 14. kolovoza 1997. godine u 20:49 s kozmodroma Bajkonura (Tjuratam) u Kazahstanu. Lansiran je u geostacionarnu orbitu oko planeta Zemlje raketom nosačem Proton-K/DM-2 8K72K. Orbita mu je 34.296 km u perigeju i 37.275 km u apogeju. Orbitna inklinacija mu je 1,28°. Spacetrackov kataloški broj je 24894. COSPARova oznaka je 1997-041-A. Zemlju obilazi u 1436,04 minuta. Pri lansiranju bio je mase kg. 

## Vanjske poveznice
- N2YO.com Search Satellite Database
- Celes Trak SATCAT Format Documentation (engl.)
- Kunstman  Arhivirana inačica izvorne stranice od 12. kolovoza 2019. (Wayback Machine) Satellites in Orbit (engl.)